# 여객선

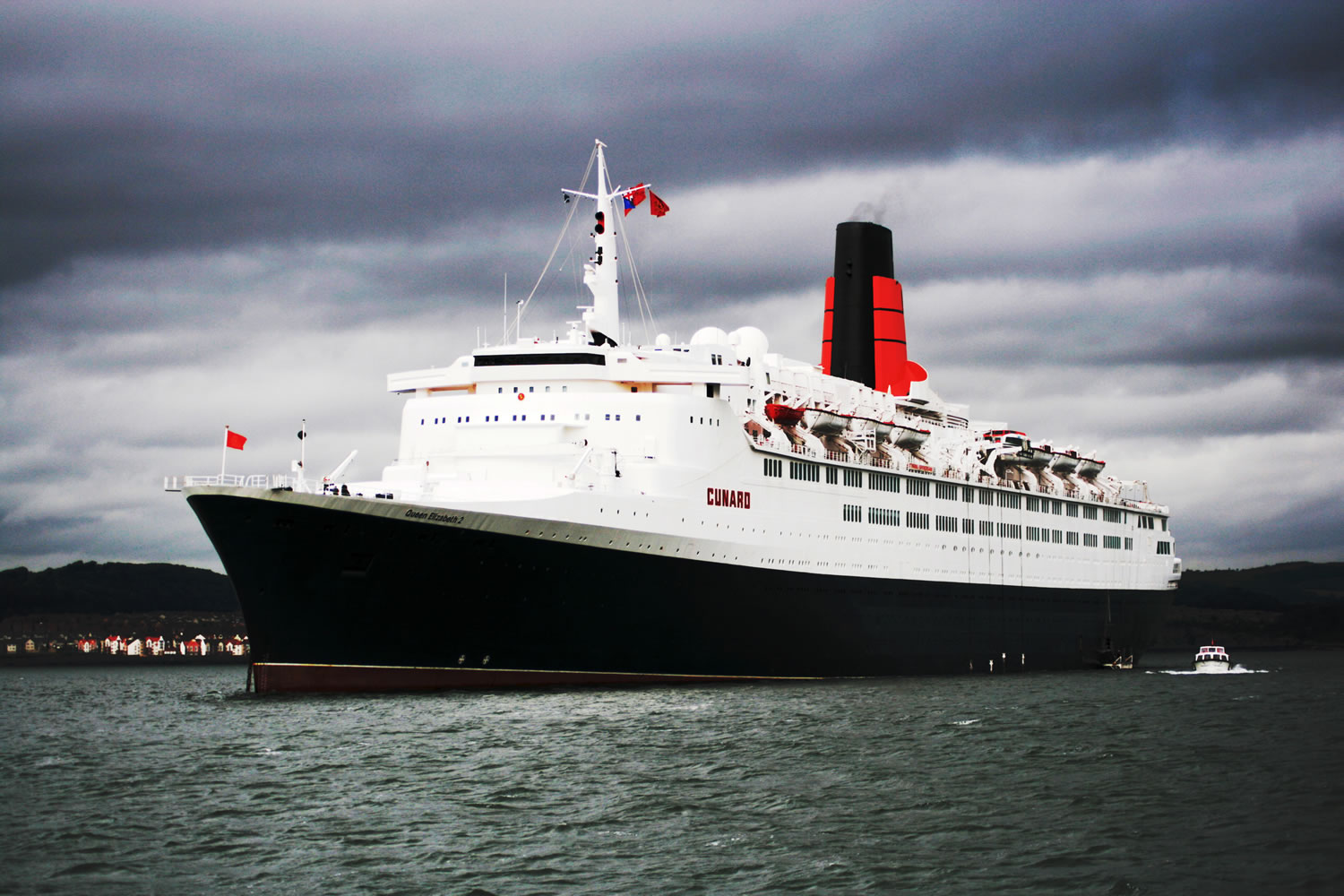
퀸 엘리자베스 2호

여객선(旅客船, 문화어: 려객선, 영어: passenger ship)은 여객을 운송하기 위해 건조된 배를 말한다. 순수하게 여객만을 운송하는 여객선도 있으나 화물과 여객을 동시에 수송할 수 있도록 건조된 선박이 더 많다. 또한 호화여객선으로 불리는 크루즈 선(영어: cruiser), 여객과 화물, 자동차를 동시에 수송하는 카페리(영어: car ferry) 등이 여객선에 포함된다.
순수한 여객선은 화물이 극히 적으며, 여객의 수화물과 우편물 등에 한정되어 있는 것으로서, 대서양 항로의 호화유람선을 비롯하여 연안·내해항로의 소형 관광선 등이 여기에 속한다. 대형 여객선은 상부 구조물이 대단히 크고 선체는 몇 층의 갑판으로 되어 있다. 그래서 많은 여객을 태우고 오랫동안 항해하기 위하여 그 내부에는 객실을 비롯하여 여러 가지 설비가 갖추어져 있어 손님이 배의 여행을 즐기도록 되어 있다.
여객선은 그 성질상 고속이 요구되므로 출력이 큰 기관이 사용되고 있다. 또한 흘수(吃水)가 낮기 때문에 프로펠러의 효율을 위해 2축으로 하는 경우가 많다.
대형 여객선으로 길이 290m, 총 66,348t의 프랑스호를 들 수 있으며, 빠른 여객선으로는 총 53,329t, 36kt, 197,500HP의 유나이티드 스테이트호(미국)를 들 수 있다.

## 같이 보기
- 크루즈 선박
- 다솜투어
- 한일고속